# 4732 Froeschlé
4732 Froeschlé là một tiểu hành tinh vành đai chính với chu kỳ quỹ đạo là 2052.0024152 ngày (5.62 năm).
Nó được phát hiện ngày 3 tháng 5 năm 1981.